# آنا کازیاک-داوید
آنا کازیاک-داوید (لهستانی: Anna Kazejak-Dawid؛ زادهٔ ۱۵ ژانویهٔ ۱۹۷۹) یک کارگردان فیلم، و فیلم‌نامه‌نویس اهل لهستان است.
او دانش‌آموختهٔ مطالعات فرهنگی در مدرسه ملی فیلم ووچ و عضو آکادمی فیلم اروپا است.
یکی از فیلم‌های او به نام «چکامهٔ شادی» در سال ۲۰۱۰ میلادی برندهٔ شیر طلایی، و فیلم دیگرش «عهد» در جشنواره بین‌المللی فیلم برلین به‌نمایش درآمد. از دیگر فیلم‌های او می‌توان به مفقودشدگان، یخ‌ژاله و بدون پنهان‌کاری اشاره کرد.